# Claude Chabrol
Claude Chabrol (París, 24 de junio de 1930-ibíd., 12 de septiembre de 2010) fue un director de cine francés. Casi octogenario, siguió realizando películas después de 50 años de profesión. Fue uno de los últimos supervivientes de la nouvelle vague, junto a Jean-Luc Godard y Jacques Rivette.

## Biografía

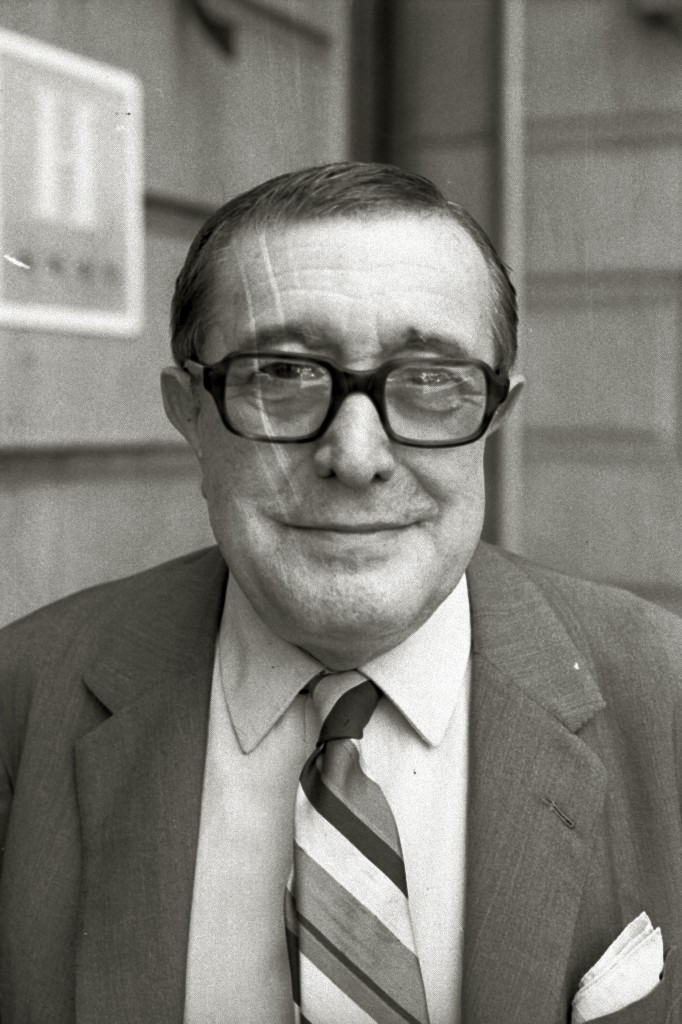
Chabrol en el Festival Internacional de Cine de San Sebastián 1970

Nació en París el 24 de junio de 1930 encima de la farmacia de su padre Yves Chabrol. A los seis años ve la primera película de la que conserva recuerdo, Anthony Adverse (1936) de Mervyn LeRoy, y a partir de entonces comienza a ser asiduo del cine que regenta su tío, el Nouveau Théâtre en la rue Vaugirard. Su otras grandes pasiones, la literatura y el teatro clásicos franceses, los descubrirá poco más adelante, cuando, durante la Segunda Guerra Mundial, se traslada a la casa de su abuela Marie en Sardent (Creuse), donde fundará un cine en un garaje. Su amor por la literatura se deja ver en muchas de sus películas, donde sus actores citan a Molière, a Homero o directamente cuando ha basado sus guiones en obras de Simone de Beauvoir, William Shakespeare o Gustave Flaubert.
En 1952 se casó con Agnès Marie Madeleine Goute, su primera esposa, con la que tendrá dos hijos, Jean-Yves, el primogénito, y Matthieu, compositor de las bandas sonoras de varias de sus películas. La dote de su mujer era cuantiosa, y se pudieron dedicar a viajar y vivir de las rentas, sin necesidad de preocuparse especialmente por el dinero. Así, a partir de esa fecha comienza a colaborar con distintas revistas, publicando sus primeros relatos literarios y sus primeras críticas de películas. Su primera colaboración con Les Cahiers du cinéma será con la crítica de Cantando bajo la lluvia (1953), de Stanley Donen y Gene Kelly.
Poco a poco, sus colaboraciones en la revista fueron de mayor calado teórico, como el artículo publicado en el número 39, un ensayo sobre Hitchcock titulado Hitchcock devant le mal (Hitchcock ante el mal) que precede a su primer gran proyecto relacionado con el cine, una monografía sobre el director británico que realizará junto a Éric Rohmer. La idea detrás de esta monografía era la de señalar la genialidad de Hitchcock, algo que por entonces no era mayormente aceptado, siendo visto su cine solo con interpretaciones más superficiales (cine de suspense, policíaco, de homicidios...). Para Chabrol, «salta a la vista que la lección de Hitchcock pertenece al territorio de la ética y que sus concepciones morales siempre acaban por desembocar en una metafísica».
En 1956, dos años después del número de Hitchcock de Cahiers du cinéma, Chabrol dará el salto activo al cine cuando funda la productora AJYM Films' (A por su esposa Agnès, JY por su hijo Jean-Yves, M por Matthieu), en la que iniciarán su andadura cinematográfica varios miembros de la nouvelle vague, como Jacques Rivette, Éric Rohmer, Philippe de Broca o Jacques Gaillard. El mismo Chabrol usará AJYM Films para producir sus primeros cinco largometrajes antes de su cierre definitivo en 1961.

## Construcción del relato cinematográfico
Su cine se basa casi exclusivamente en la creación de personajes, en recrear, basándose en obras literarias de mayor o menor importancia, una realidad que poner en movimiento delante de la cámara. En sus propias palabras: «defiendo las tramas simples con personajes complicados». Los autores de referencia en la creación de los personajes de Claude Chabrol son Alfred Hitchcock, Fritz Lang y Ernst Lubitsch, con los que comparte una visión similar de la realidad, y, sobre todo, una visión similar de la importancia de la estructura y de la construcción cinematográfica como lo más importante de la película. Lo que busca es crear personajes que estén entre la apariencia y la realidad, entre la superficialidad y la profundidad, y presentarlos en la película de una forma muy teatral, como un arte de las apariencias. Muchas de sus películas tienen tramas simples, evidentes. Lo que sucede aparece en la pantalla de forma clara y comprensible, con una estructura conscientemente ausente que hace que el relato tome más un cariz de crónica de sucesos. Pero el resultado siempre es complejo, atrayente y muy rico, tanto en el plano narrativo, como en el estético o cultural.
Tanto cuando sus películas se basan en temas propios o en adaptaciones de novelas, lo más importante es la estructura narrativa. En sus palabras: «La construcción es mucho más importante que la intriga. El ideal sería que la forma de una película manifestara para todos la esencia, pero es evidente que esto nunca pasa. Los personajes y la intriga existen sólo para suscitar el interés del espectador, ya sea porque recobran lo que ya conoce, o porque le proponen aventurarse por un nuevo terreno. Pero lo que da forma a una película es siempre la construcción: es decir, todo lo referente al ritmo, la armonía de la forma escrita —la conexión entre las escenas— y el conjunto de señales que se disponen para que puedan comprenderse sin ambigüedad. La clave que permite pasar de la bidimensionalidad de la pantalla a la esencia de la película se encuentra sobre todo en la construcción».
Pero el valor que Chabrol dio a la construcción no es porque sea un director formalista, donde la forma lo es todo, sino porque opina que «la forma es la apariencia de la construcción», y ambas deben mantenerse separadas, porque el tema ha de estar solo en la construcción, y no en la forma. Si lo más sobresaliente en el cine de Chabrol es la veracidad de su visión de conjunto, esta se basa en la importancia de sus secuencias particulares, y en la manera en que forma y construcción interactúan para crear el contenido narrativo. 
El juego de miradas, el uso de las panorámicas para describir los momentos más importantes de sus películas, el uso del travelling, del encuadre, y especialmente el lenguaje no verbal que sus personajes expresan gracias a trabajar con grandes actores, son algunos de los recursos formales que intervienen en la construcción de la realidad dentro del film, pero esta construcción nunca se convierte en una referencia estética, sino que ha de desaparecer completamente para dejar a los personajes actuar de forma autónoma. La idea es que el relato se construya por medio de una estructura absolutamente estable, que ha de quedar invisible, no construirse a partir del encadenamiento de técnicas formales ante las cuales el espectador está entrenado para reaccionar, como pasa en la mayoría del llamado cine comercial.

## El triángulo Charles-Hélène-Paul
El triángulo Charles–Hélène-Paul es sin duda la creación formal más característica de la obra de Chabrol. Esta contraposición surge con Los primos (1959), los primeros Charles y Paul de la filmografía chabroliana. En esta película, Gérard Blain es Charles, un chico de provincia que se matricula en la facultad de Derecho de París, donde irá a vivir a casa de su primo Paul, interpretado por Jean-Claude Brialy. Paul está más interesado en organizar noches de juerga que en estudiar, mientras que Charles es estudioso y tímido. Todo se convierte en tragedia cuando aparece en escena Florence, interpretada por Juliette Mayniel, de la que Charles se enamora locamente, un amor que se desvanece tan rápido como surge, cuando Paul se la quita. Cuando llega el día del examen más importante, Charles, deprimido por la convivencia con la pareja, falla clamorosamente, mientras que Paul lo supera gracias a sus trampas y sobornos. Cuando vuelve a casa, Charles, frustrado, introduce una bala en la pistola de su primo mientras duerme, pero el disparo no sale. Cuando se levanta, Paul comienza a jugar con la pistola sin saber que está cargada, y la mala suerte quiere que se dispare, matando a Charles.
Aquí aparecen por primera vez el "Charles víctima" y el "Paul verdugo", que tendrán que esperar hasta 1961, en El tercer amante (1961) para encontrar a Hélène, encarnada siempre por Stéphane Audran. Hélène es su personaje. «En ella coinciden la bondad de Charles y la maldad de Paul, Hélène es la ambigüedad personificada en Stéphane Audran, sensual y distante, deseable y fría, esposa y amante, adúltera y fiel.»
La época dorada en la que se desarrolla hasta las últimas consecuencias este triángulo será la época de la exitosa colaboración con el productor André Génovès. La construcción de estas películas es siempre la misma: un extraño aparece para perturbar la vida de una pareja, con consecuencias fatales. Todas presentan esta simetría a tres bandas, pero «los tres papeles son "éticamente" intercambiables». Hélène es a veces la esposa engañada (Al anochecer (1971)), otras es ella la adúltera (La mujer infiel (1968)), cuando no es la amante (Accidente sin huella (1969)). De la misma forma, Charles no es siempre la víctima (solo en La mujer infiel, bajo el nombre de Victor, y en La Ruptura), también puede ser él el verdugo (en Accidente sin huella), o ser simplemente una encarnación del destino, del azar (como en El carnicero (1970)).
No siempre están los tres, al menos “de nombre”, pero todas las películas de esta etapa se desarrollan con este simple y a la vez complejo esquema. Jean Renoir dijo que los grandes directores hacen la misma película una y otra vez; quizás sea Chabrol el que se ha tomado esa frase más en serio.

## Las cuatro etapas de su filmografía

### Etapanouvelle vague(1958-1962)
Es su primera etapa, en la que autoproduce sus películas con "AJYM Films". Son las más características dentro del esquema de la nouvelle vague, aparte de ser la etapa en la que más filma en París de toda su carrera. El díptico formado por El bello Sergio (Le Beau Serge, 1958) y Los primos (Les cousins, 1958) serán sus dos primeras películas. Estas dos películas forman un retrato casi especular la una de la otra, la primera desarrollada en el campo, la segunda en la ciudad: la primera termina con un nacimiento, la segunda con una muerte, etc. Nada en Chabrol es casual. El bello Sergio obtiene el premio a la mejor dirección en el Festival de Locarno, y el Premio Jean Vigo al año siguiente. Los primos, rodada en julio de 1958 le consigue el Oso de Oro en el Festival de Berlín. En mayo de 1959 rueda Una doble Vida (A double tour, 1959), con la que su protagonista, Madeleine Robinson, obtiene la Copa Volpi a la interpretación femenina en la Mostra de Venecia. Durante el rodaje de Los primos, Gérard Blain le presenta a Stéphane Audran, cuya aparición provoca el divorcio entre Claude y Agnès, de la que se separa ese mismo año de 1958. Stéphane Audran aparece ya en Los primos, siendo esta su primera intervención en una película de Chabrol.

### Etapa André Génovès (1967-1974)
Durante la etapa Génovès se desarrolla su creación más característica, el triángulo argumental formado por los personajes Paul, Hélène y Charles de una forma más precisa, evidente y magistral, si bien todos los personajes habían nacido en la etapa anterior. Con Génovès Chabrol establecerá de forma definitiva su estilo cinematográfico y su esquema constructivo. En esta época su musa será Stéphane Audran, madre de su tercer hijo, Thomas Chabrol, actor en muchas de las películas de su padre desde finales de los 80. A pesar de la importancia de la estructura del relato cinematográfico que había creado, en general la crítica de esos años le consideraba una especie de "desertor" y de "cínico", por haber abandonado los principios estéticos de la nouvelle vague y haberse pasado a un cine comercial. La primera afirmación es cierta, pero la comercialidad de las películas de Chabrol puede llevar a engaño. Muchas fueron éxitos de taquilla, trabajó con actores y actrices establecidos dentro del star-system, pero la arquitectura cinematográfica que hay detrás de sus relatos nos obliga a darnos cuenta de que en su cine hay algo más. Respecto al "abandono" de la nouvelle vague, Chabrol solo dijo: «No existe una 'nueva ola', sólo existe el mar».

### Etapa Marin Karmitz (1985-2003)
Su colaboración con el productor Marin Karmitz fue la más larga y la más fructífera, en la que podemos encontrarnos las obras de la que serían su segunda juventud, a partir de La ceremonia (La cérémonie, 1995). Es en esta etapa cuando hace su aparición un nuevo tipo de mujer, interpretado por Isabelle Huppert, que deja de lado el triángulo de poder anterior, tomando el personaje femenino el control total sobre el relato cinematográfico. En esta etapa se sucedieron los premios internacionales en festivales como Cannes, Venecia, Toronto o Montreal, o San Sebastián y Valladolid en España, premios tanto para él y sus películas como para las interpretaciones de Isabelle Huppert en particular.

### Etapa Patrick Godeau (2004-2009)
En esta su última etapa, casi su “tercera juventud”, a sus casi ochenta años, retomó algunas de sus características del cine anterior, como el triángulo amoroso de Una chica cortada en dos (Une fille coupée en deux, 2007), o la participación de Isabelle Huppert en Borrachera de poder (L'ivresse du pouvoir, 2006).

## Filmografía

### Actor
- 1986: Je hais les acteurs de Gérard Krawczyk
- 1987: L'Été en pente douce de Gérard Krawczyk
- 2010: Serge Gainsbourg, vie héroïque de Joann Sfar

### Director
- 1958: El bello Sergio ("Le Beau Serge")
- 1959
  - Una doble vida (À double tour)
  - Los primos ("Les Cousins")
- 1960: Les Bonnes Femmes
- 1961 
  - Les Godelureaux
  - Les Sept Péchés capitaux (sketch L'avarice)
- 1962
  - L'Œil du Malin
  - Ofelia ("Ophelia")
  - Landrú
- 1963: Las más famosas estafas del mundo ("Les plus belles Escroqueries du monde") (sketch El hombre que vendió la torre Eiffel)
- 1964: El tigre ("Le Tigre aime la chair fraîche")
- 1965
  - París visto por... ("Paris vu par...") (sketch La muda)
  - María Chantal contra el doctor Kha ("Marie-Chantal contre docteur Kha")
  - El tigre se perfuma con dinamita ("Le Tigre se parfume à la dynamite")
- 1966: La Ligne de démarcation
- 1967 
  - Champaña para un asesino ("Le Scandale")
  - La ruta de Corinto ("La Route de Corinthe")
- 1968
  - Las ciervas ("Les Biches")
  - La mujer infiel ("La Femme infidèle")
- 1969
  - Accidente sin huella ("Que la bête meure")
  - El carnicero ("Le Boucher")
- 1970: La ruptura ("La Rupture")
- 1971
  - Al anochecer ("Juste avant la nuit")
  - La década prodigiosa ("La Décade prodigieuse")
- 1972: Doctor Casanova ("Docteur Popaul")
- 1973
  - Relaciones sangrientas ("Les Noces rouges")
  - Nada
- 1974: Una fiesta de placer ("Une Partie de plaisir")
- 1975
  - Inocentes con manos sucias ("Les Innocents aux mains sales")
  - Les Magiciens
- 1976: Locuras de un matrimonio burgués ("Folies bourgeoises")
- 1977
  - Alicia o la última fuga ("Alice ou la Dernière Fugue")
  - Laberinto mortal ("Les Liens de sang")
- 1978: Violette Nozière
- 1980
  - El caballo del orgullo ("Le Cheval d'orgueil")
  - Fantomas[2]
- 1982: Los fantasmas del sombrerero("Les Fantômes du chapelier")
- 1983: La sangre de otros
- 1984: Pollo al vinagre (Poulet au vinaigre)
- 1986: Inspector Lavardin (Inspecteur Lavardin)
- 1987
  - Masques
  - El grito de la lechuza ("Le Cri du hibou")
- 1988: Un asunto de mujeres ("Une Affaire de femmes")
- 1990 
  - Días tranquilos en Clichy ("Jours Tranquilles à Clichy")
  - Doctor M ("Docteur M")
- 1991: Madame Bovary
- 1992: Betty
- 1994: El infierno ("L'Enfer")
- 1995: La ceremonia ("La Cérémonie")
- 1997: No va más ("Ríen ne va plus")
- 1999: En el corazón de la mentira ("Au Cœur du mensonge")
- 2000: Gracias por el chocolate ("Merci pour le chocolat")
- 2003: La flor del mal ("La Fleur du mal")
- 2004: La dama de honor ("La Demoiselle d'Honneur")
- 2006: Borrachera de poder ("L'Ivresse du Pouvoir")
- 2007: La fille coupée en deux
- 2009: Bellamy

## Premios y distinciones
Festival Internacional de Cine de San Sebastián
| Año  | Categoría                         | Película  | Resultado |
| ---- | --------------------------------- | --------- | --------- |
| 1997 | Concha de Oro                     | No va más | Ganador   |
| 1997 | Concha de Plata al mejor Director | No va más | Ganador   |

Festival Internacional de Cine de Venecia
| Año  | Categoría                           | Película                 | Resultado |
| ---- | ----------------------------------- | ------------------------ | --------- |
| 1988 | Golden Ciak - Mención especial      | Un asunto de mujeres     | Ganador   |
| 2007 | Premio Filmcritica "Bastone Bianco" | Una chica cortada en dos | Ganador   |

Festival Internacional de Cine de Berlín
| Año  | Categoría  | Película   | Resultado |
| ---- | ---------- | ---------- | --------- |
| 1959 | Oso de Oro | Los primos | Ganador   |

Premio Jean Vigo
| Año  | Categoría                 | Película        | Resultado |
| ---- | ------------------------- | --------------- | --------- |
| 1959 | Jean Vigo de largometraje | El bello Sergio | Ganador   |